# Luis Lucchetti
Luis Alberto Lucchetti (La Plata, 18 de noviembre de 1902-Buenos Aires, 6 de agosto de 1990) fue un deportista argentino que compitió en esgrima, especialista en la modalidad de florete. Participó en tres Juegos Olímpicos de Verano, obteniendo una medalla de bronce en Ámsterdam 1928 en la prueba por equipos.
Fue premiado en 1980 con el Premio Konex de Platino a la Excelencia en esgrima.

## Palmarés internacional
| Juegos Olímpicos | Juegos Olímpicos         | Juegos Olímpicos  | Juegos Olímpicos    |
| Año              | Lugar                    | Medalla           | Prueba              |
| ---------------- | ------------------------ | ----------------- | ------------------- |
| 1928             | Ámsterdam (Países Bajos) | Medalla de bronce | Florete por equipos |